# Elie Kedourie
Elie Kedourie, född 25 januari 1926 i Bagdad, död 29 juni 1992 i Washington, D.C., var en brittisk-judisk konservativ historiker med irakisk-judisk härkomst.

## Mellanöstern
Från 1960-talet fram till 1992 var Kedourie knuten till Department of Politics vid London School of Economics. Han var även redaktör för tidskriften Middle Eastern Studies. Kedourie har skrivit om historia och politik i Mellanöstern. Han blev tidigt en auktoritet inom området. Kedourie skulle disputera i början av 1950-talet i Oxford, men drog tillbaka sin doktorsavhandling eftersom han inte ville anpassa sina slutsatser till handledarens åsikter. Hans huvudtes var att utvecklingen inom arabiskt område inte hade blivit bättre för att området kommit under arabiskt självstyre. Det är från denna region som viktiga delar av hans aversion mot nationalismen härrör. Han menade att de nya ledarna uppträdde under slagord om nationalism och upprättade sina karikatyrversioner av demokrati och självständighet.

## Nationalismforskning
Kedouries arbete kan ses i en tradition från Carlton H. Hayes och Hans Kohn. Han är emellertid mer renodlad i sin idéhistoriska inriktning och fr.a. mer långtgående i sin skepsis mot, avsky för, nationalismen som ideologi.
Enligt honom formas nationalismen under Napoleonkrigen, ej till följd av 1789 års händelser. Han riktar in sig på romantikens tyska filosofer som Herder, Fichte, Friedrich von Schelling, Friedrich Schiller, Schleiermacher. Han gör ett par noteringar:
- Att nationalismen skapats av unga intellektuella; dessa hade en position i samhället som inte motsvarade deras höga förmåga. Därför fick nationalismen ett stråk av missnöje. Den fick även en kult av ungdomlig handling.
- Att nationalismen har ett antiindividualistiskt drag.

Sylvia Kedourie (innan Haim) skrev våren 1993
| ”             | Elie Kedourie stod alltid frågande inför de subtila kategorier till vilka mängder av folk förde sig själva eller fördes av andra. Etiketter som identifierade gruppers "nationella" tillhörighet oroade honom ständigt. Hans djupaste engagemang gällde individens säkerhet. Han såg alltid klart hur den hotades av pålagda ideologiska mönster. | „ |
| – Nationalism | |   |

Kedourie påminner om samtidens ideologikritik, om Albert Camus, Raymond Aron, Daniel Bell, Herbert Tingsten. Skillnaden är att han inriktat sig på nationalismen, inte socialismen. Visserligen ogillade han även denna. I sin bok Nationalism (1960) urskiljer han nationalismdoktrinens fyra komponenter. 
- Idén om staten som den helhet i vilken individen skulle uppgå
- Idén om den rättfärdiga kampen
- Idén om nationens självbestämmande
- Idén om en universell historia genom vilken folken och staterna framträder. Herder och hans efterföljare tänkte sig att alla folk är olika varandra, att de hade fått särdrag av Gud. Därför fick de heller inte uppblandas. Det var en mångfaldens idé som nationalismen ville slå vakt om.

I de fem första kapitlen sker en närläsning av filosofiska texter och där friläggs nationalismen; de två följande kapitlen handlar om tillämpning av nationalism politiskt genom 1800- och 1900-talen.
Kritiken mot Kedourie går ut att nationalismen är mycket mer än den idéhistoria han serverar. Han har även en antitysk tendens i sitt författarskap. I polemik mot Ernest Gellner menar han att nationalismen uppstod i icke industrialiserade länder som Tyskland. I Storbritannien och USA, som var mera industrialiserade, särskilt England, var enligt honom nationalismen "okänd". Vidare riktas kritik mot att han lägger en alldeles för negativ betydelse i nationalism.